# Gudivada
Gudivada, còn có tên là Vidarbhapuri, là một thành phố thuộc bang Andhra Pradesh, Ấn Độ. Thành phố là một đô thị liên hợp tại huyện Krishna, đồng thời giữ vai trò thủ phủ của mandal Gudivada. Thành phố là một phần của Andhra Pradesh Capital Region. Nó được xếp thứ 26 trong những đô thị đông dân nhất của bang với dân số 118.167 người.